# Gargett
Gargett is een plaats in de Australische deelstaat Queensland.